# Manufoni
Manufoni ist eine osttimoresische Aldeia im Suco Madabeno (Verwaltungsamt Laulara, Gemeinde Aileu). 2015 lebten in der Aldeia 123 Menschen.

## Geographie und Einrichtungen
Die Aldeia Manufoni liegt im Nordosten des Sucos Madabeno. Südlich befindet sich die Aldeia Manehalo, südwestlich die Aldeia Remapati und westlich die Aldeia Lismori. Im Osten grenzt Manufoni an den Suco Cotolau. Madabeno, der größte Ort, liegt in der Südwestecke der Aldeia. Von hier aus führen kleine Straßen nach Süden in die benachbarten Aldeias. Eine Straße geht weiter nach Norden, zum Weiler Manufoni, im Norden der Aldeia.
In Manufoni befinden sich zwei Grundschulen und der Sitz des Sucos Madabeno.

## Politik
Bei den Kommunalwahlen in Osttimor 2009 wurde Alcino de F. Carvalho zum Chefe de Aldeia gewählt. Die nächsten Wahlen fanden 2016 und 2023 statt.